# La pícara soñadora
La pícara sonãdora (lit. A pícara sonhadora) é uma telenovela mexicana produzida pela Televisa e exibida entre 2 de setembro e 20 de dezembro de  1991, substituindo Milagro y magia e sendo substituída por Valeria y Maximiliano.
A trama foi protagonizada por Mariana Levy e Eduardo Palomo, com atuações estrelares de Roberto Vander, Rafael Inclán e Irán Eory e antagonizada por Angélica Rivera, Karen Sentíes, Diana Golden, Silvia Campos e Roberto Ballesteros.

## Exibição
Foi exibida pela primeira vez pelo TLNovelas entre 01 de maio a 18 de agosto de 2000.
Foi exibida pela segunda vez pelo TLNovelas entre 26 de abril e 13 de agosto de 2010, substituindo Lazos de amor e sendo substituída por La usurpadora.

## Sinopse
Na loja Sares trabalha uma mulher jovem, bonita, gulosa, travessa e de bons sentimentos seu nome é Lupita Lopez, ela trabalha no departamento de brinquedos da loja, mora com seu avô Camilo Lopez e com sua amiga Rosa Garcia, que trabalhava em uma loja Sares em Guadalajara e fugiu porque roubou 5 mil por causa da doença de sua filha recém-nascida e sem de pai.
Os donos da loja são a família Rochild, que tem como matriarca a dona Marcelina que teve um romance na juventude com o tio de Lupita, mas foram separados pela família de Marcelina por ela ser rica e ele pobre, e por coincidência do destino tanto o tio quanto a sobrinha trabalham na loja de Marcelina.
Tudo se complica mais quando Alfredo neto de Marcelina vê Lupita e se apaixona por ela, e decide se fingir de pobre e trabalhar na loja para conquistá-la. Essa emocionante e divertida história ainda guarda muitas surpresas escondidas atrás de mentiras e desgraças.

## Produção
A loja onde Lupita trabalha (SARES) apareceu no primeiro capítulo da novela María Mercedes.
A atriz Laura Flores interpretou a personagem Mónica até a primeira metade da novela. Por motivos desconhecidos, ela deixou a trama e foi substituída por Lola Merino, a partir do capítulo 35.
O ator mirim Luis Guillermo Martell reviveu seu personagem Pollito na telenovela Carrusel de las Américas, que também contou com a participação de Irán Eory revivendo Dona Marcelina. Além disso, algumas crianças de Carrusel fizeram uma participação na novela, no capítulo 58.

## Elenco
- Mariana Levy † - Lupita López

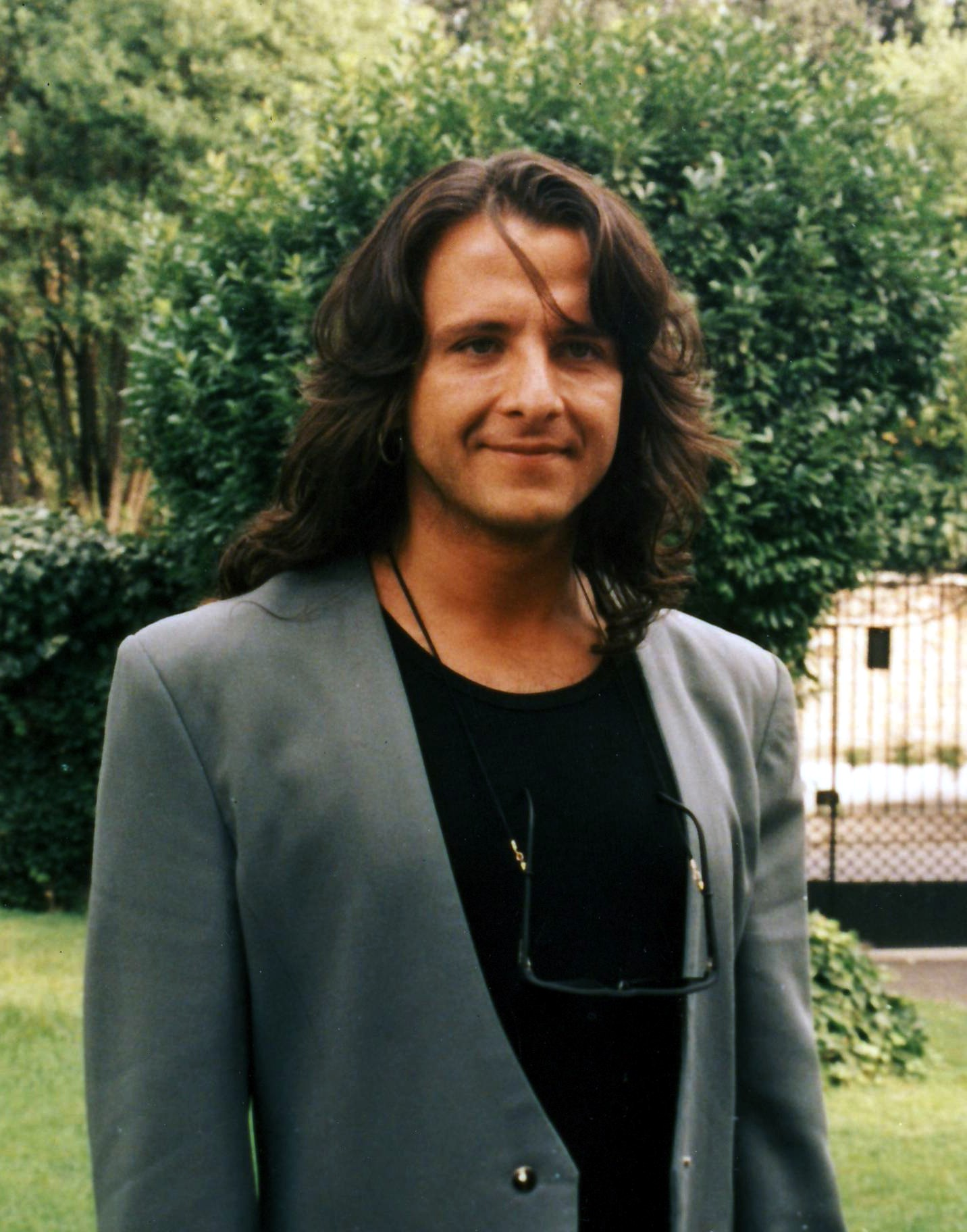
Eduardo Palomo interpretou o protagonista Alfredo

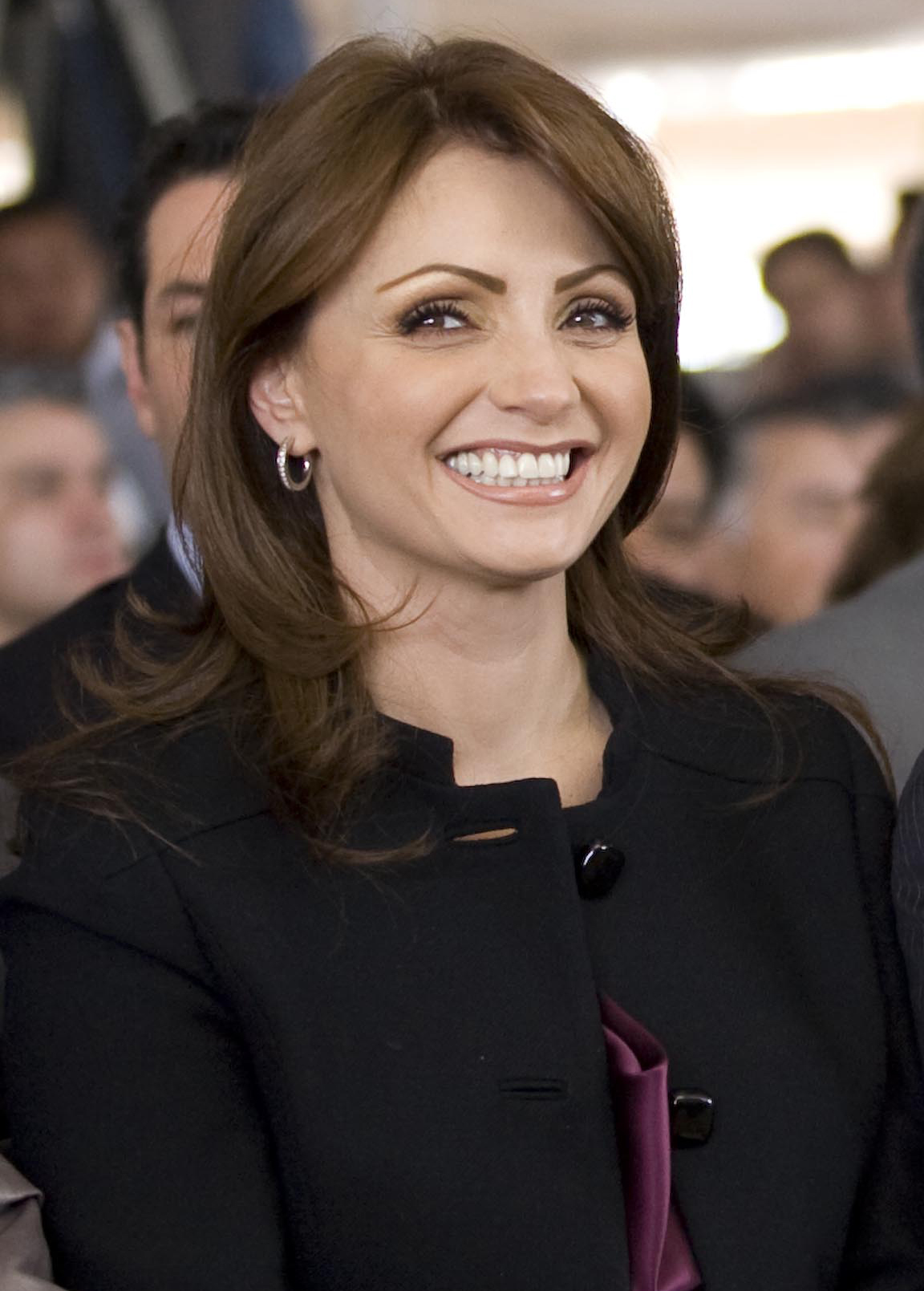
Angélica Rivera interpretou a antagonista Giovanna

- Eduardo Palomo † - Alfredo Rochild / Carlos Pérez
- Angélica Rivera - Giovanna Carini
- Irán Eory † - Marcelina Ruvalcaba de Rochild
- Rafael Inclán - Camilo López
- Fernando Ciangherotti - Federico Rochild
- Claudia Ramírez - Rosa Fernández de García
- Roberto Vander - Gregorio Rochild
- Gabriela Goldsmith - Gladys de Rochild
- Laura Flores - Mónica Rochild #1
- Lola Merino - Mónica Rochild #2
- Alexis Ayala - Carlos Pérez
- Roberto Ballesteros - Adolfo Molina
- Alejandro Aragón - Osvaldo Frías
- Karen Sentíes - Carla Sánchez
- Armando Palomo - José Zamora
- Diana Golden - Elvira Funes
- Luis Guillermo Martell - Julio "Pollito" Zamora
- Marisol Centeno - Agustina "Nena" Martínez
- Ricardo Cortez - Pietro Carini
- Jorge Pascual Rubio - Domingo
- Silvia Campos - Bárbara
- Odiseo Bichir - Ignacio Martínez
- Roxana Saucedo - Olivia
- Adrián Ramos - Detetive Téllez
- Roberto Huicochea - Detective Colin
- Alfredo Alegría - Detetive Benítez
- Nicky Mondellini - Gina Valdez
- Elizabeth Aguilar - Lucía
- Dina de Marco - Dona Bertha
- Claudio Báez - Jaime Pérez
- David Ostrosky  - Claudio Rendón
- Juan Carlos Casasola - Fausto Medrano
- Frances Ondiviela - Detetive Altavaz
- Antonio De Carlo - Santiago Garrido
- Roberto Mateos - Florencio
- Irlanda Mora - Leonor de Carini
- Rebeca Manríquez - Raquel
- Ella Laboriel - Toña
- Daniel Serrano - Raúl
- Claudia Ortega - Agustina
- Dacia Arcaráz - Susana
- Bertha del Castillo - Ángela
- Angélica Arvizu - Delfina
- Beatriz Ornella - Dora
- Gerardo González - Gómez
- Sergio Sendel - Hugo
- Rafael del Villar - Juiz. Argueyo
- René Muñoz - Dr. Lozano

## Versões
- "La Picara Soñadora" no cinema cine em 1956 na  Argentina protagonizada por Mirtha Legrand e Alfredo Alcón.

- "La Picara Soñadora" na televisão argentina em 1968 protagonizada por Evangelina Salazar.

- Pícara Sonhadora, produzida pelo SBT em 2001 protagonizada por Bianca Rinaldi e Petrônio Gontijo.

- Sueños y caramelos, adaptada em 2005 para o público infantil, protagonizada por René Strickler e Alessandra Rosaldo.